# 笹子站
笹子站（日语：／ Sasago eki */?）是屬於東日本旅客鐵道（JR東日本）中央本線的鐵路車站，位於日本山梨縣大月市笹子町。

## 歷史
- 1903年（明治36年）2月1日：開業，為鐵道省的一個車站。
- 1945年（昭和20年）9月6日：車站內發生下行列車傾覆事故，死者60人，傷者91人。
- 1949年（昭和24年）6月1日：成為日本國有鐵道的一個車站。
- 1963年（昭和38年）4月1日：貨運業務停止辦理。
- 1985年（昭和60年）3月1日：變為招呼站。
- 1987年（昭和62年）4月1日：國鐵分割民營化，成為東日本旅客鐵道的一個車站。
- 2004年（平成16年）10月16日：本站可以使用Suica。

## 車站結構

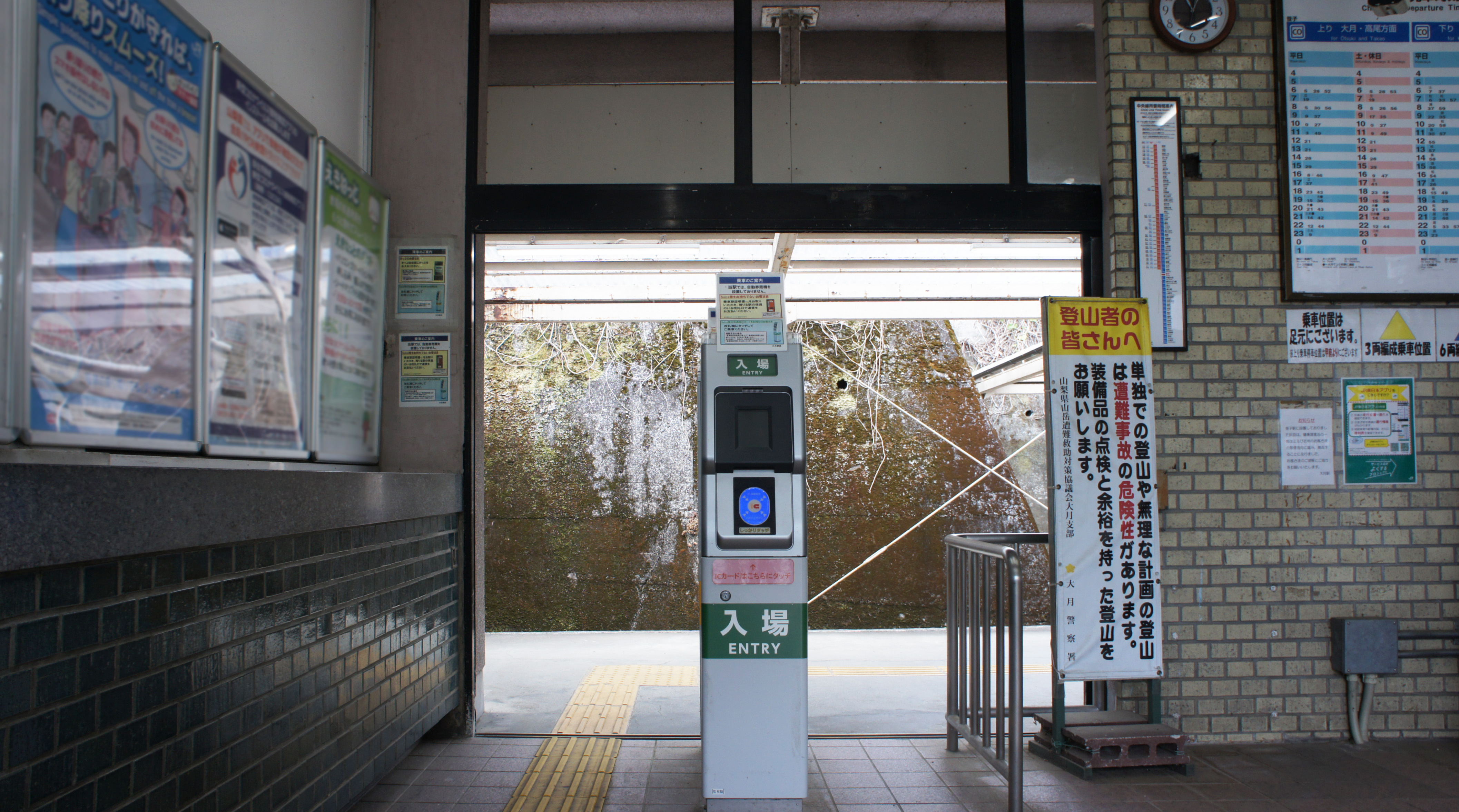
驗票口（2021年5月）
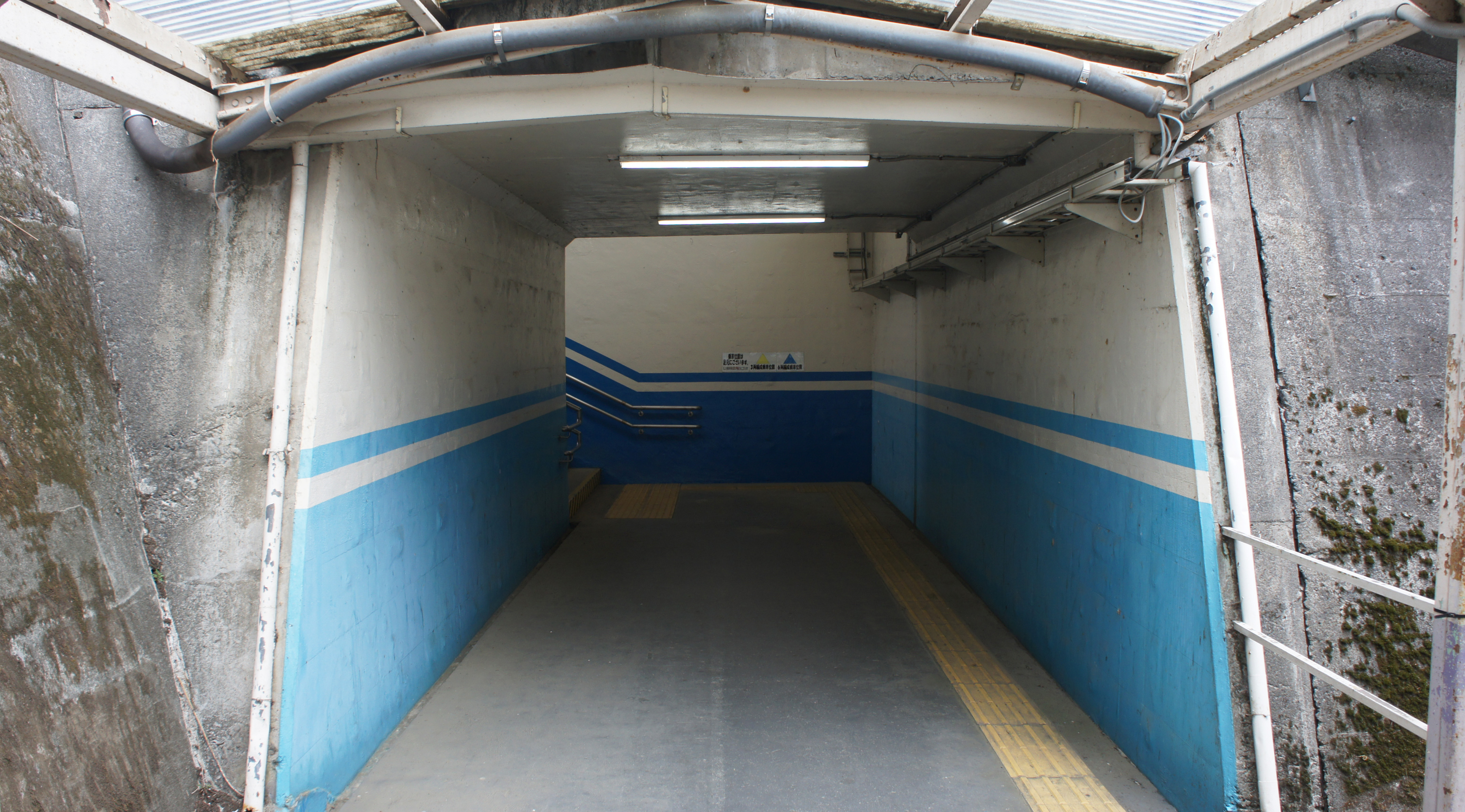
地下通道（2021年5月）
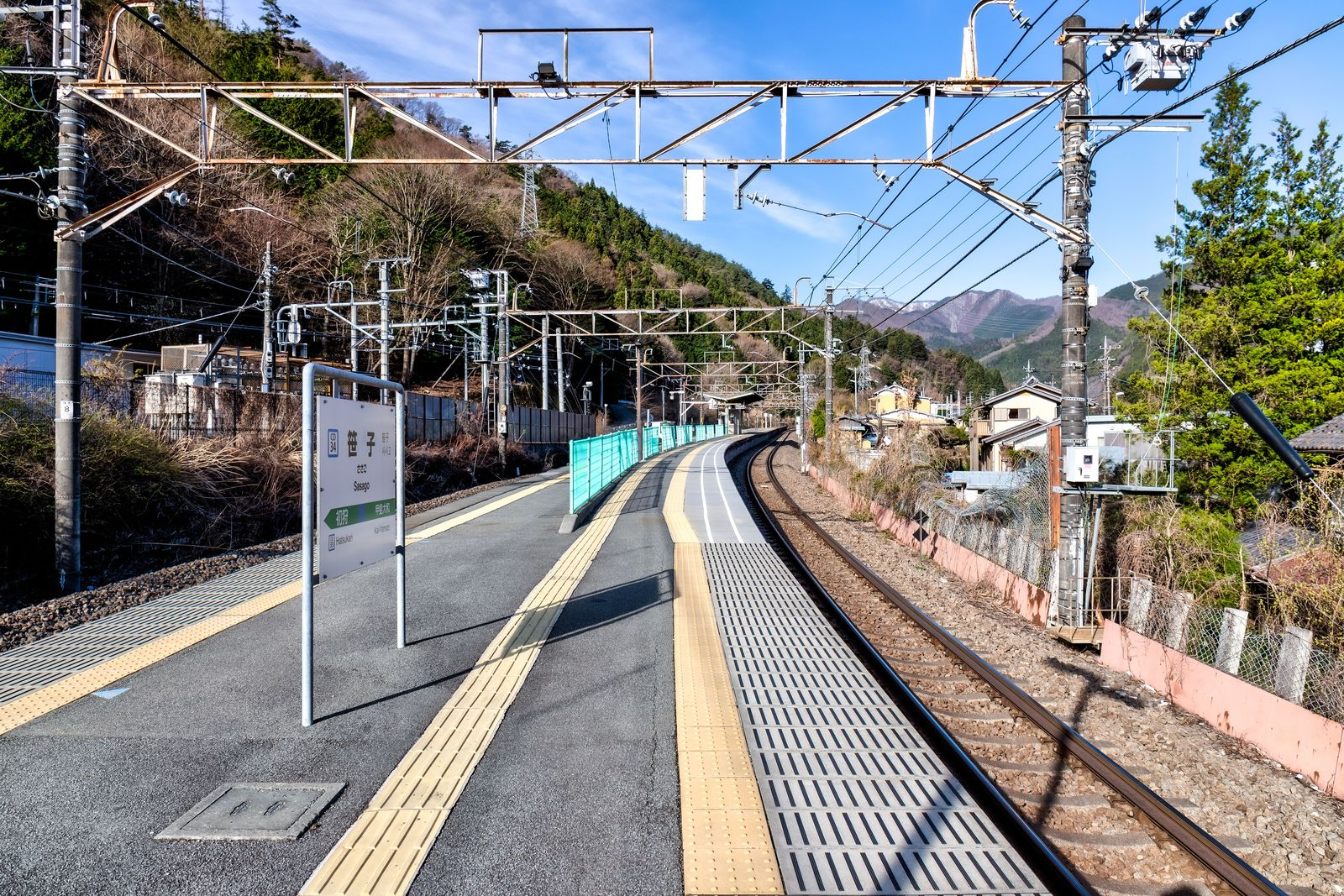
月台（2022年4月）

本站為島式月台1面2線的地面車站，站內設有自動售票機。

### 月台配置
| 股道 | 路線     | 方向 | 目的地                 |
| ---- | -------- | ---- | ---------------------- |
| 1    | 中央本線 | 下行 | 甲府、上諏訪、松本方面 |
| 2    | 中央本線 | 上行 | 大月、八王子、新宿方面 |

（來源：JR東日本:車站構內圖 （页面存档备份，存于））

## 使用情況
1日平均人次根據「山梨縣統計年鑑」的數值除以1年日數算出。
| 上車人次推移       | 上車人次推移     | 上車人次推移 |
| 年度               | 1日平均 上車人次 | 來源         |
| ------------------ | ---------------- | ------------ |
| 2000年（平成12年） | 151              | [ 1 ]        |
| 2001年（平成13年） | 151              | [ 2 ]        |
| 2002年（平成14年） | 141              | [ 3 ]        |
| 2003年（平成15年） | 133              | [ 4 ]        |
| 2004年（平成16年） | 123              | [ 5 ]        |
| 2005年（平成17年） | 127              | [ 6 ]        |
| 2006年（平成18年） | 119              | [ 7 ]        |
| 2007年（平成19年） | 125              | [ 8 ]        |
| 2008年（平成20年） | 147              | [ 9 ]        |
| 2009年（平成21年） | 143              | [ 10 ]       |
| 2010年（平成22年） | 142              | [ 11 ]       |

## 车站周边
- 大月市役所笹子出張所
- 大月市立笹子小学
- 笹子川
- 山梨縣道504號笹子停車場線
- 国道20号（甲州街道）
- 瀧子山
- 笹一酒造

## 相鄰車站
東日本旅客鐵道（JR東日本）
 中央本線
初狩（CO 33）－笹子（CO 34）－甲斐大和（CO 35）

## 外部連結
- 車站資訊（笹子）：東日本旅客鐵道